# حمید اعتباریان
حمید اعتباریان (زاده ۱۳۳۴) تهیه‌کننده اهل ایران است.
وی به همراه دخترش که دانش‌آموخته سینما است یک مؤسسه تولید و پخش فیلم‌های مستند در شهر لندن راه‌اندازی کرد. اما سال ۱۳۷۵ به ایران بازگشت تا تهیه‌کنندگی فیلم‌های ایرانی را به عهده بگیرد.

## تهیه‌کننده
- ملاقات با جادوگر (۱۳۹۸)
- سن پطرزبورگ (۱۳۸۸)
- سنگ، کاغذ، قیچی (۱۳۸۵)
- ستاره‌ها ۲: ستاره‌است (۱۳۸۴)
- ستاره‌ها ۳: ستاره بود (۱۳۸۴)
- شام عروسی (۱۳۸۴)